# Мерседес Джонс
Мерседес Уитни Джонс (англ. Mercedes Whitney Jones) — персонаж американского музыкального телесериала «Хор». Роль исполнила Эмбер Райли. Персонаж впервые появляется в пилотной серии одноимённого телесериала, вышедшего в эфир 19 мая 2009 года. Она одна из первых вступает в хор «Новые горизонты» (англ. New Directions) в вымышленной школе МакКинли в городе Лайма, штат Огайо, где происходят события сериала. Мерседес — харизматичная девушка с сильным голосом, которая часто выказывает недовольство отсутствию сольных партий в хоре, что по её мнению, стопорит её музыкальную карьеру.

## Сюжет
В первой серии, при прослушивании для созданного в школе хора «Новые горизонты», Мерседес Джонс поёт песню «Respect» Ареты Франклин. После принятия персоналии в школьный музыкальный клуб, испытывает романтические чувства к Курту Хаммелу, не подозревая, что он гомосексуал, о чём он первым признается ей .

## Музыкальные выступления
В сериале Мерседес исполнила несколько сольных композиций, а также приняла участие практически во всех хоровых выступлениях и отметилась на всех альбомах саундтреков сериала. Её первое выступление, «Respect» Ареты Франклин в пилотном эпизоде, вошло в коллекционный бокс-сет Glee — Volume 1: Road to Sectionals. Второе выступление, кавер-версия «Bust Your Windows» певицы Ясмин Салливан, вошло в первый альбом Glee: The Music, Volume 1, а сингл добрался до 35-й строчки в ирландском национальном чарте. Для эпизода «Hairography» Райли записала инструментальную версию «Don’t Make Me Over» Дайон Уорвик, которая вошла в альбом Glee: The Music, Volume 2 вместе с её «And I Am Telling You I’m Not Going» из эпизода «Sectionals». Песня добралась до 85 строчки в Canadian Hot 100. Одной из самых успешных песен, исполненных Мерседес в сериале, стала «Beautiful» Кристины Агилеры в эпизоде «Home». Тодд ВанДерВерфф из The A.V. Club высоко оценил кавер-версию Мерседес, а Тим Стэк из Entertainment Weekly назвал весь номер одним из лучших как для персонажа Мереседес, так и для всего сериала. Кавер-версия добралась до 39 места в Ирландии и 44 в Канаде.
Дуэт Мерседес Джонс и Курта Хаммела из эпизода «The Power of Madonna» также стал популярен. Их кавер-версия песни «4 Minutes» вошла в альбом Glee: The Music, The Power of Madonna и заняла 32 строчку в Ирландии . Композиции, исполненные Мерседес в серии «Laryngitis» — «The Lady Is a Tramp» и «The Boy is Mine»- вошли в альбом Glee: The Music, Volume 3 Showstoppers, а последняя занимала 72 место в канадском чарте, а позже появилась на альбоме-сборнике Glee: The Music, The Complete Season One и заняла 46 строчку в Ирландии.
| Название                             | Оригинал                                          | Эпизод                            | Комментарий | Примечание |
| ------------------------------------ | ------------------------------------------------- | --------------------------------- | ----------- | ---------- |
| «Respect»                            | Арета Франклин                                    | 1.01 «Pilot»                      | Соло        | [ 12 ]     |
| «Take a Bow»                         | Рианна                                            | 1.02 «Showmance»                  | Дуэт        | [ 13 ]     |
| «Bust Your Windows»                  | Ясмин Салливан                                    | 1.03 «Acafellas»                  | Соло        | [ 14 ]     |
| «Don’t Make Me Over»                 | Дайон Уорвик                                      | 1.11 «Hairography»                | Соло        | [ 15 ]     |
| «And I Am Telling You I’m Not Going» | ''Dreamgirls''                                    | 1.13 «Sectionals»                 | Соло        | [ 16 ]     |
| «4 Minutes»                          | Мадонна и Джастин Тимберлейк                      | 1.15 «The Power of Madonna»       | Дуэт        | [ 17 ]     |
| «Beautiful»                          | Кристина Агилера                                  | 1.16 «Home»                       | Соло        | [ 18 ]     |
| «The Lady Is a Tramp»                | Сэмми Дэвис-младший                               | 1.18 «Laryngitis»                 | Дуэт        | [ 19 ]     |
| «The Boy Is Mine»                    | Бренди и Моника                                   | 1.18 «Laryngitis»                 | Дуэт        | [ 19 ]     |
| «Good Vibrations»                    | Marky Mark and the Funky Bunch / Лолитта Холлоуэй | 1.21 «Funk»                       | Соло        | [ 20 ]     |
| «I Look to You»                      | Уитни Хьюстон                                     | 2.03 «Grilled Cheesus»            | Соло        | [ 21 ]     |
| «Bridge over Troubled Water»         | Арета Франклин                                    | 2.03 «Grilled Cheesus»            | Соло        | [ 22 ]     |
| «River Deep — Mountain High»         | Айк и Тина Тёрнеры                                | 2.04 «Duets»                      | Дуэт        | [ 23 ]     |
| «Sweet Transvestite»                 | ''The Rocky Horror Show''                         | 2.05 «The Rocky Horror Glee Show» | Соло        | [ 24 ]     |
| «Take Me or Leave Me»                | Rent                                              | 2.13 «Comeback»                   | Дуэт        | [ 25 ]     |
| «Hell to the No»                     | оригинальная композиция                           | 2.16 «Original Song»              | Соло        | [ 26 ]     |
| «Ain’t No Way»                       | Арета Франклин                                    | 2.17 «A Night of Neglect»         | Соло        | [ 27 ]     |
| «Dancing Queen»                      | ABBA                                              | 2.20 «Prom Queen»                 | Дуэт        | [ 28 ]     |
| «Try a Little Tenderness»            | Отис Реддинг                                      | 2.21 «Funeral»                    | Соло        | [ 29 ]     |
| «Spotlight»                          | Дженнифер Хадсон                                  | 3.03 «Asian F»                    | Соло        | [ 30 ]     |
| «Out Here On My Own»                 | Слава                                             | 3.03 «Asian F»                    | Дуэт        | [ 30 ]     |
| «Candyman»                           | Кристина Агилера                                  | 3.04 «Pot of Gold»                | Дуэт        | [ 31 ]     |

* Композиции, исполненные персонажем без сольных партий в составе хора «Новые горизонты» не включены в список

## Отзывы
Обозреватель газеты New York Post Райан Брокингтон назвал ключом популярности «Хора» нескольких сильных девушек-вокалисток, в числе которых и Эмбер Райли. Он оценил её игру в эпизоде «Acafellas», где, по его словам, актриса проявила себя. С его мнением согласился Тим Стэк из Entertainment Weekly, назвав Мерседес лучшим персонажем серии, отметив, что беспокоившее его решение создателей ввести так много персонажей исчезло после просмотра «Acafellas», где ранее второстепенная героиня Мерседес появилась в главной роли. Эрик Голдман из IGN раскритиковал Мерседес в эпизоде «Ballad», в котором Пак признаётся ей, что является отцом ребёнка Куинн Фабре. Голдман удивился тому, что Мерседес решила лгать Финну вместо того, чтобы рассказать ему правду, что не вяжется с созданным для неё образом, а также с тем фактом, что не так давно она сама пережила разочарование узнав от Курта, что он гей.
Рецензент сайта ''Zap2it'' Корби Гош назвал выступление Мерседес с песней «Imagine» вместе с хором глухих лучшим номером эпизода «Hairography», отметив её музыкальный талант и умелое исполнение песни вместе с глухими хористами школы Хевербрук, что само по себе непросто. Гош также прокомментировал сцену из серии «Acafellas», когда Мерседес разбила машину Курта, отметив, что несмотря на всё это, в ней оказалась доля гнева, агрессии и отчасти невежества, которые тут же прощаешь после её исполнение «I Bust The Windows Out». Тим Стэк также выделил Мерседес в серии «Home», оценив их с Куинн сцену в кабинете медсестры, когда Мерседес, несмотря на унизительное отношение со стороны Куинн, пригласила её пожить у неё после расставания с Финном. В серии «The Rocky Horror Glee Show», где хористы занимались постановкой мюзикла ''The Rocky Horror Show'', мужскую роль транссексуала Френка Фёртера получила Мерседес, что было раскритиковано рецензентами как неудачный ход создателей сериала. Мэтт Золлер Ситц из Slant Magazine назвал серию «пародией», подвергнув критике игру Эмбер Райли и «обращение с её персонажем Френка Фёртера исключительно на расстоянии пушечного выстрела».

### Награды и номинации
За свою роль Эмбер Райли была номинирована в 2010 году на премию Teen Choice Awards в категории «Choice TV: Лучшая женская эпизодическая роль» и в 2011 году в той же номинации. В 2011 году Райли номинировалась на награду NAACP в категории «Лучшая актриса второго плана в комедийном телесериале» и вместе с остальными актёрами получила дважды Премию Гильдии киноактёров США в номинации «Лучший актёрский состав в комедийном сериале».